# Lăng Dục Đức
Lăng Dục Đức tên chữ An Lăng (安陵) là một di tích trong quần thể di tích cố đô Huế, là nơi an táng vua Dục Đức, vị vua thứ năm của triều đại nhà Nguyễn. Lăng tọa lạc tại thôn Tây Nhất, làng An Cựu, xưa thuộc huyện Hương Thủy, nay thuộc phường An Cựu, quận Thuận Hóa, thành phố Huế, cách trung tâm thành phố chưa đầy 2 km.
Quần thể lăng Dục Đức là khái niệm ngày nay để chỉ quần thể kiến trúc rộng rộng gần 6ha, bao gồm lăng Dục Đức (tức An Lăng), lăng Thành Thái, lăng Duy Tân cùng tẩm mộ của các hoàng quyến khác thuộc Đệ Tứ Chánh phái Nguyễn Phước tộc (hệ phái của vua Dục Đức). An Lăng nằm ở khu vực trung tâm, diện tích khoảng 1ha.

## Lịch sử xây dựng

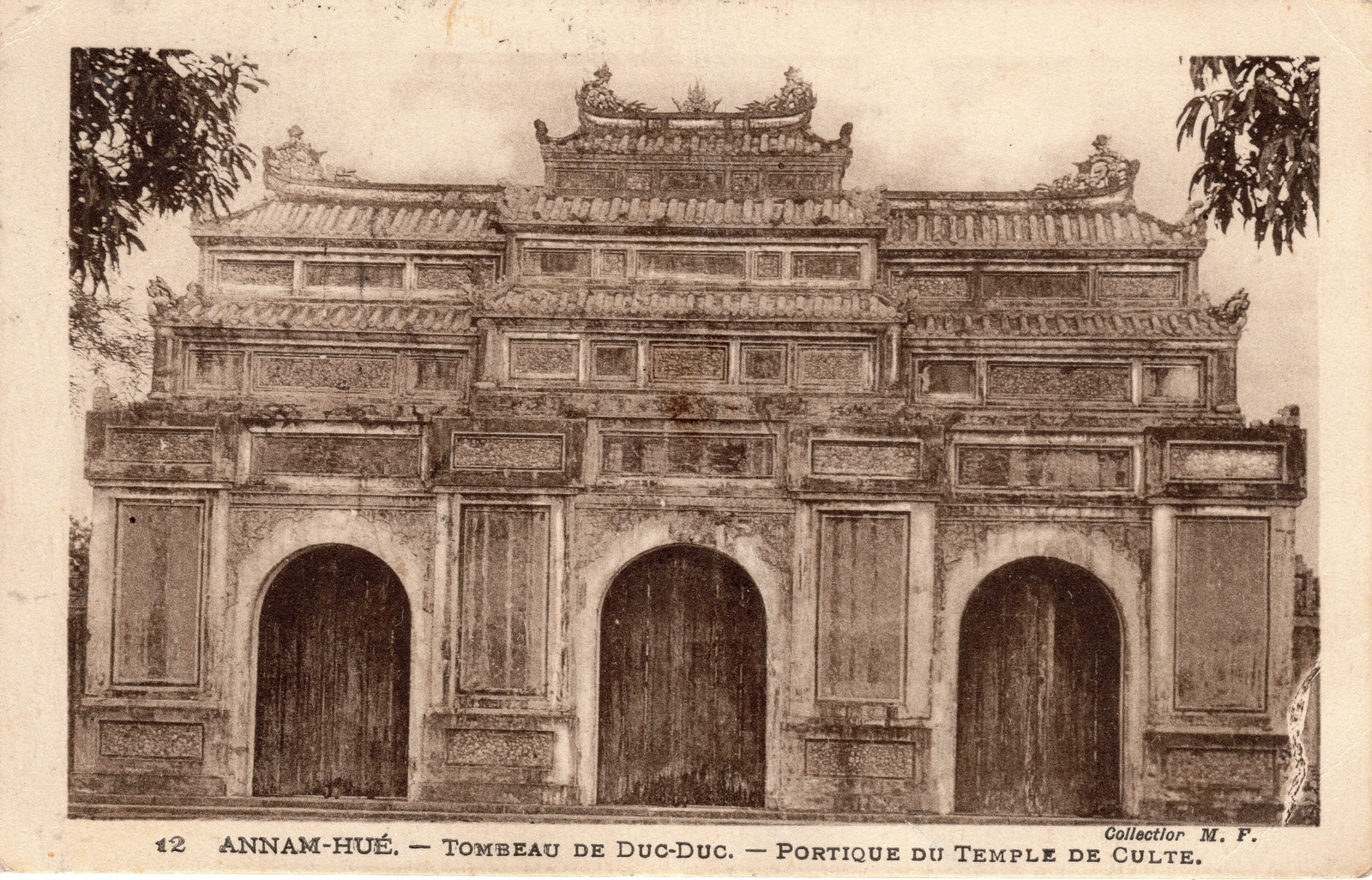
Cổng chính vào khu tẩm điện, lăng Dục Đức

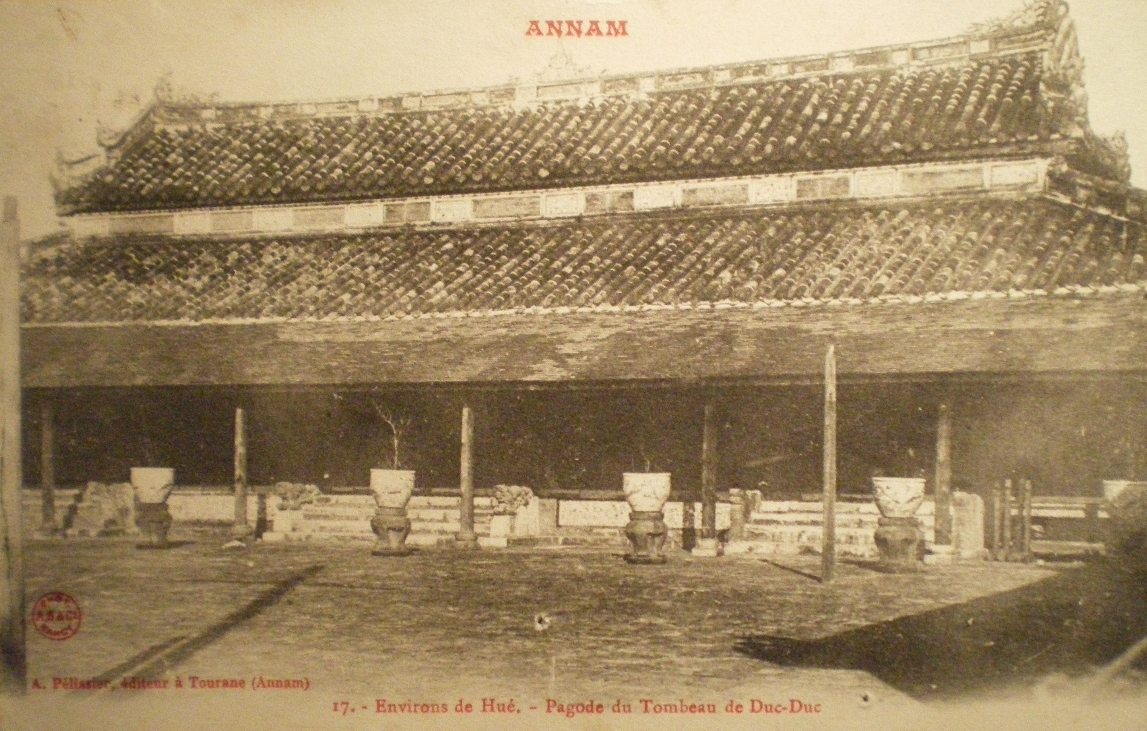
Điện Long Ân, chính điện của lăng Dục Đức

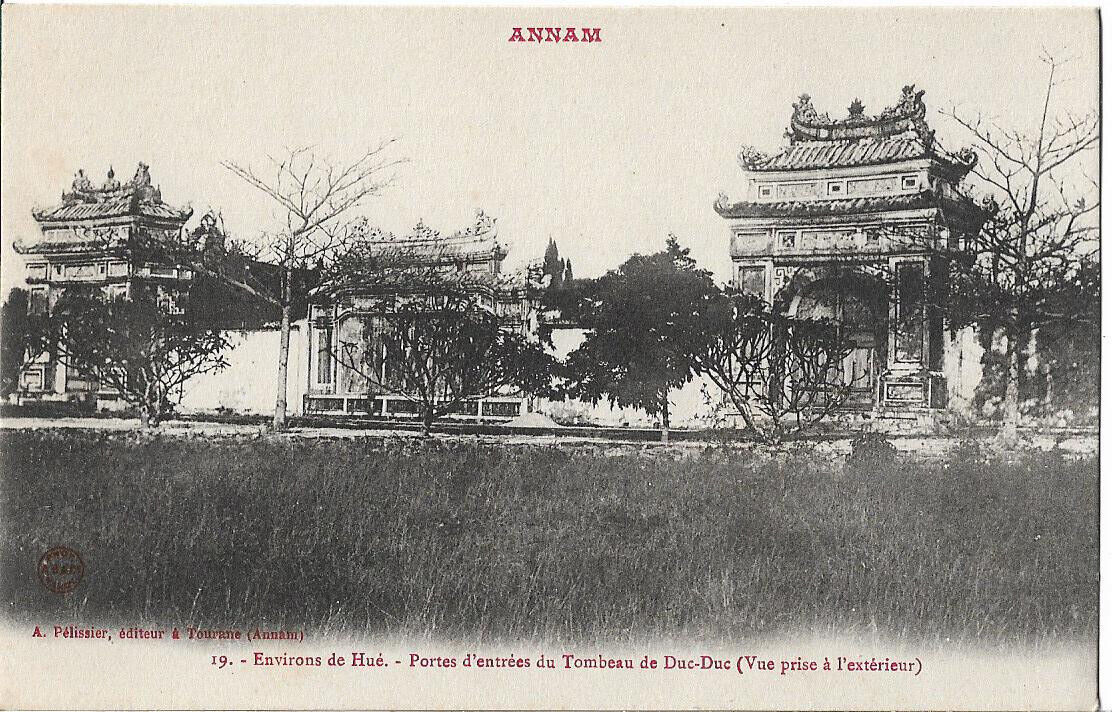
Cổng vào lăng Dục Đức

Vua Dục Đức tên thật là Nguyễn Phúc Ưng Ái, sinh năm 1852, khi lên 2 tuổi, được vua Tự Đức chọn làm con nuôi và xây Dục Đức đường trong kinh thành cho ở. Năm 17 tuổi ông được đổi tên thành Ưng Chân. Năm 1883, sau khi vua Tự Đức qua đời để lại di chiếu cho Ưng Chân nối ngôi. Ông ở ngôi chỉ 3 ngày thì bị phế (23-7-1883) và bị quản thúc tại Dục Đức đường, rồi bị giam ở ngục Thừa Thiên cho đến khi chết đói sau 7 ngày không được cho ăn uống (6-10-1883). Thi thể của ông được bó trong một chiếc chiếu rách. Hai người lính và và một viên suất đội gánh xác đi chôn lúc trời mưa gió, đến đầu làng An Cựu thì dây bị đứt, xác vua rơi xuống cạnh một khe nước nông (gần đồi Phước Quả và chùa Tường Quang) và được chôn cất qua loa ngay tại vị trí đó.
Mấy hôm sau triều đình mới cho người vợ chính là bà Từ Minh được phép lên thăm mộ và làm lễ chịu tang ở chùa Tường Quang.
Năm 1889, con trai của vua Dục Đức là Nguyễn Phúc Bửu Lân được đưa lên ngôi vua với niên hiệu Thành Thái. Sau khi lên ngôi, Thành Thái liền cho xây lăng mộ của vua cha đàng hoàng và đặt tên là An Lăng. Nơi thờ thì có chùa Tường Quang cách 200 mét.
Năm 1891, triều đình vua Thành Thái cho xây dựng một ngôi miếu ở phường Thuận Cát, gần bên phải Hoàng thành để thờ vua Dục Đức, đặt tên là Tân Miếu (đến năm 1897, đổi tên là Cung Tôn Miếu). Năm 1892, bà Từ Minh Hoàng Thái Hậu xuất tiền đúc tượng Phật và mở rộng nhà tăng của ngôi chùa Tường Quang, năm sau vua Thành Thái cho đổi tên thành chùa Kim Quang và ban cho chùa tấm hoành phi đề 5 chữ "Sắc Tứ Kim Quang Tự".
Đến tháng 7 năm Thành Thái thứ 11 (8-1899), nhà vua cho xây dựng điện Long Ân gần khu vực lăng mộ vua Dục Đức để thờ cha. Trong khuôn viên này có xây dựng thêm một số nhà của phụ thuộc như Tả, Hữu phối đường, Tả Hữu tòng viện dành cho 7 bà vợ thứ của vua Dục Đức ăn ở để lo hương khói phụng thờ.
Năm 1906, bà Từ Minh tạ thế, triều đình cho quy hoạch lại khu vực lăng mộ vua Dục Đức, làm thành một khu lăng kép, xây mộ bà gần mộ ông theo kiểu "song táng", "càn khôn hiệp đức".
Cuối năm 1945, ngay sau khi vua Duy Tân tử nạn máy bay ở châu Phi trên đường trở về Việt Nam, một cuộc lễ truy điệu nhà vua được tổ chức tại điện Long Ân và thờ chung vua tại đây.
Năm 1954, khi vua Thành Thái mất, thi hài được đưa về chôn tại địa điểm hiện nay trong khu vực An Lăng và được thờ ở ngôi điện Long Ân. 
Năm 1987, hài cốt vua Duy Tân được đưa về an táng cạnh lăng Thành Thái.
Gần hai bên lăng vùa Thành Thái và Duy Tân còn có lăng mộ của 3 bà vợ vua Thành Thái. Và năm 1994, hài cốt bà Mai Thị Vàng (mất năm 1980), vợ vua Duy Tân được đưa về chôn gần lăng mộ của vua Duy Tân.

## Kiến trúc
Lăng gồm 2 khu vực: khu lăng mộ và khu tẩm thờ nằm cách xa nhau khoảng hơn 50m. Cả hai khu đều có tường thành bao bọc. Lăng quay mặt về phía tây bắc, lấy đồi Phước Quả làm tiền án, núi Tam Thai sau lưng làm hậu chẩm và dòng khe chảy vòng qua trước mặt làm minh đường tụ thủy.

### Khu lăng mộ

Cổng tam quan ở khu lăng mộ

Khu lăng mộ có diện tích 3.455m², la thành chu vi 136m, cao 3,7m, dày 0,5m. Mặt trước la thành trổ 1 cửa vòm xây gạch, trên có 2 tầng mái giả ngói (trước kia có 2 cửa hông nhưng đã bị xây bít). Sau cửa là sân Bái đình lát gạch. Hai bên sân không có tượng đá như ở lăng mộ các vua khác.
Tiếp đến là 1 cửa tam quan đồ sộ 3 tầng, hình thức như cửa Trường An ở cung Trường Sanh trong Hoàng thành. Đây là cửa chính của vòng tường thành thứ hai, chu vi 142m, cao 2m, dày 0,5m.
Bên trong lại có vòng tường thứ ba, chu vi 106m, cao 1,5m, dày 0,4m bao bọc lấy mộ vua, mộ hoàng hậu và nhà Huỳnh ốc. Ở vị trí trung tâm trong vòng tường thứ 3 là nhà Huỳnh ốc làm theo lối phương đình, mái lợp ngói lưu ly vàng, đặt trên 1 bệ hình vuông, mỗi cạnh dài 7m. Trong nhà có sập thờ, án thờ đều làm bằng đá dùng để trần thiết các đồ thờ cúng. Hai bên ngôi nhà này là hai ngôi mộ của vua Dục Đức và Hoàng hậu Từ Minh nằm đối xứng với nhau. Mộ đều xây bằng đá Thanh, theo kiểu 5 hình khối chữ nhật chồng lên nhau, tổng chiều cao mộ là 0,85m. Trước 2 mộ đều có bình phong đắp nổi hình chữ Thọ, chữ Song Hỷ.
Bên ngoài khu mộ, ở hai bên có 2 trụ biểu xây gạch, trên đắp hình hoa sen, xa hơn nữa có các trụ cấm để giới hạn khu vực lăng mộ.

### Khu tẩm điện

Cổng chính vào khu tẩm điện sau khi được trùng tu (2024)

Điện Long Ân sau khi trùng tu (2024)

Khu tẩm điện cách khu lăng mộ khoảng 50m, diện tích rộng 6.245m², có vòng la thành chu vi 260m, cao 2,3m, dày 0,5m bao bọc. Ở cả bốn mặt la thành đều trổ 1 cửa, cửa sau thông với một vòng tường thành hình thang vuông giới hạn khu vực ăn ở của các cung phi và gia nhân.
Cổng chính phía trước làm theo lối tam quan, trên đắp 4 tầng mái xi măng giả ngói ống, thân cổng chia làm nhiều ô hộc để trang trí. Các cổng bên và cổng sau đều làm theo lối cửa vòm, trên có 2 tầng mái giả ngói.
Sau cổng chính là bình phong, rồi đến sân chầu lát gạch Bát Tràng.
Trung tâm của khu tẩm thờ là điện Long Ân (龍恩殿), một tòa nhà kép trùng thiềm điệp ốc đặt trên một mặt nền kích thước 24,2m x 22,2m. Chính điện gồm 3 gian 2 chái kép, tiền điện gồm 5 gian 2 chái đơn mái lợp ngói lưu li vàng. Trong điện có 3 khám thờ: khám giữa thờ bài vị vua Dục Đức và bà Từ Minh Huệ Hoàng hậu, khám bên trái thờ bài vị vua Thành Thái, khám bên phải thờ bài vị vua Duy Tân.
Hai bên điện Long Ân, phía trước có Tả, Hữu phối điện, sau có Tả, Hữu Tòng viện nối thông với nhà cầu qua điện chính. Ngoài vòng tường thành có nhà trực, điếm canh và nhà ở của quan quân hộ lăng.

## Lăng mộ lân cận
Theo địa bộ cũ, quần thể lăng Dục Đức chiếm một vùng đất rộng 56.144m2, trong đó có khoảng 20 công trình kiến trúc lớn nhỏ.
Phía sau điện Long Ân ngày xưa là chốn hậu cung của các bà vợ vua, giờ đây được mở rộng và chỉnh trang thêm. Đó cũng là nơi yên nghỉ của hai ông vua Thành Thái và Duy Tân. Trong khu vực này còn có mộ của các bà vợ vua Thành Thái: mộ bà Hoàng quý phi Nguyễn Gia Thị Anh, Tài nhân Nguyễn Thị Định (mẹ vua Duy Tân) và Khoan phi Hồ Thị Phương; mộ công chúa Lương Linh (em vua Duy Tân), mộ bà Mai Thị Vàng (cải táng) vợ vua Duy Tân và một số lăng mộ của các hoàng thân anh em với vua Duy Tân. Khu vực An Lăng còn có 39 lăng mộ các ông hoàng, bà chúa và 121 ngôi mộ đất thuộc Đệ tứ Chánh hệ (Nguyễn Phúc Tộc).

## Trùng tu
Sau năm 1945, lăng Dục Đức dần xuống cấp, đứng trước nguy cơ hoang phế. Năm 2017, UBND tỉnh Thừa Thiên Huế đã có quyết định phê duyệt dự án bảo tồn, phục hồi, tu bổ di tích này gồm các hạng mục khu tẩm điện, khu lăng mộ với kinh phí hơn 40 tỉ đồng. Đến năm 2018, dự án trùng tu được khởi công và hoàn thành vào năm 2024.